# Lituania en los Juegos Olímpicos de Pyeongchang 2018
Lituania estuvo representada en los Juegos Olímpicos de Pyeongchang 2018 por un total de 9 deportistas que compitieron en 3 deportes. Responsable del equipo olímpico fue el Comité Olímpico Lituano, así como las federaciones deportivas nacionales de cada deporte con participación.
El portador de la bandera en la ceremonia de apertura fue el biatleta Tomas Kaukėnas. El equipo olímpico lituano no obtuvo ninguna medalla en estos Juegos.